# Maurice Olivier
Maurice Olivier (Duclair, 10 gennaio 1887 – Blangy-sur-Bresle, 15 maggio 1978) è stato un calciatore francese, di ruolo ala.

## Carriera

### Club
Ha militato dal 1909 al 1914 nell'Étoile des Deux Lacs, società con cui vince tre Championnat de France de football FGSPF nel 1911, 1912 e 1913 ed un Trophée de France nel 1912.

### Nazionale
Venne convocato nella nazionale di calcio francese, con cui disputò sette incontri amichevoli.
Esordì in nazionale il 3 aprile 1910, nell'incontro amichevole contro il Belgio, terminata 4-0 per i Diavoli Rossi.
L'ultimo match con la casacca dei blues è datato 8 febbraio 1914, nella sconfitta francese per 5-4 contro il Lussemburgo.

## Statistiche

### Cronologia presenze e reti in Nazionale[3]
| Cronologia completa delle presenze e delle reti in nazionale ― Francia | Cronologia completa delle presenze e delle reti in nazionale ― Francia | Cronologia completa delle presenze e delle reti in nazionale ― Francia | Cronologia completa delle presenze e delle reti in nazionale ― Francia | Cronologia completa delle presenze e delle reti in nazionale ― Francia | Cronologia completa delle presenze e delle reti in nazionale ― Francia | Cronologia completa delle presenze e delle reti in nazionale ― Francia | Cronologia completa delle presenze e delle reti in nazionale ― Francia |
| Data                                                                   | Città                                                                  | In casa                                                                | Risultato                                                              | Ospiti                                                                 | Competizione                                                           | Reti                                                                   | Note                                                                   |
| ---------------------------------------------------------------------- | ---------------------------------------------------------------------- | ---------------------------------------------------------------------- | ---------------------------------------------------------------------- | ---------------------------------------------------------------------- | ---------------------------------------------------------------------- | ---------------------------------------------------------------------- | ---------------------------------------------------------------------- |
| 03/04/1910                                                             | Gentilly                                                               | Francia                                                                | 0 – 4                                                                  | Belgio                                                                 | Amichevole                                                             | -                                                                      |                                                                        |
| 16/04/1910                                                             | Brighton                                                               | Inghilterra                                                            | 10 – 1                                                                 | Francia                                                                | Amichevole                                                             | -                                                                      |                                                                        |
| 15/05/1910                                                             | Milano                                                                 | Italia                                                                 | 6 – 2                                                                  | Francia                                                                | Amichevole                                                             | -                                                                      |                                                                        |
| 29/10/1911                                                             | Lussemburgo                                                            | Lussemburgo                                                            | 1 – 4                                                                  | Francia                                                                | Amichevole                                                             | -                                                                      |                                                                        |
| 18/02/1912                                                             | Parigi                                                                 | Francia                                                                | 4 – 1                                                                  | Svizzera                                                               | Amichevole                                                             | -                                                                      |                                                                        |
| 08/02/1914                                                             | Lussemburgo                                                            | Lussemburgo                                                            | 5 – 4                                                                  | Francia                                                                | Amichevole                                                             | -                                                                      |                                                                        |
| Totale                                                                 |                                                                        | Presenze                                                               | 6                                                                      |                                                                        | Reti                                                                   | 0                                                                      |                                                                        |

## Palmarès
- Championnat de France de football FGSPF: 3

Étoile des Deux Lacs: 1911, 1912, 1913
- Trophée de France: 1

Étoile des Deux Lacs: 1912